# Good Music
Good Music je páté studiové album americké rockové skupiny Joan Jett and the Blackhearts. vydáno bylo 9. prosince roku 1986 a na jeho produkci se podíleli Kenny Laguna, Thom Panunzio, John Aiosa, Mark S. Berry, Larry Smith a Reggie Griffin. Původně se mělo jmenovat Contact podle závěrečné písně, avšak nedlouho před vydáním byl název změněn. Kromě autorských písní se na desce nachází také několik coververzí, například od kapel The Beach Boys, The Modern Lovers a The Jimi Hendrix Experience.

## Seznam skladeb
1. Good Music (Joan Jett, Kenny Laguna) – 5:45
2. This Means War (Jett, Bob Halligan Jr., Laguna) – 3:37
3. Roadrunner (Jonathan Richman) – 3:33
4. If Ya Want My Luv (Jett, Laguna) – 3:53
5. Fun, Fun, Fun (Brian Wilson, Mike Love) – 2:19
6. Black Leather (Jett, Reggie Griffin, Eddie Morris, William Adler) – 3:59
7. Outlaw (Jett, Laguna, Halligan Jr., Ricky Byrd) – 4:16
8. Just Lust (Terry Abrahamson, Rick Nowels) – 3:16
9. You Got Me Floatin' (Jimi Hendrix) – 3:30
10. Contact (Jett, Laguna) – 3:11

## Obsazení
Joan Jett and the Blackhearts
- Joan Jett – zpěv, kytara
- Ricky Byrd – kytara, doprovodné vokály
- Kasim Sulton – baskytara
- Gary Ryan – baskytara, doprovodné vokály
- Thommy Price – bicí
- Lee Crystal – bicí

Ostatní hudebníci
- Bob Halligan, Jr. – kytara, klavír, doprovodné vokály
- Reggie Griffin – kytara, baskytara, bicí
- Rick Knowles – kytara
- Michael Rudetsky – klávesy
- Ronnie Lawson – klávesy
- Dennis Feldman – baskytara
- Jimmy Bralower – bicí
- Ross Levinson – housle
- Bashiri Johnson – perkuse
- Nelson Williams – perkuse
- Thom Panunzio – perkuse
- Larry Smith – perkuse
- Darlene Love – doprovodné vokály
- Al Jardine – doprovodné vokály
- Bruce Johnston – doprovodné vokály
- Mike Love – doprovodné vokály
- Billy Hinsche – doprovodné vokály
- Bobby Figueroa – doprovodné vokály
- Kenny Laguna – různé nástroje, doprovodné vokály
- The Uptown Horns
  - Crispin Choe – barytonsaxofon
  - Robert Funk – pozoun
  - Arno Hecht – tenorsaxofon
  - Paul Litteral – trubka